# Narzeczona Frankensteina
Narzeczona Frankensteina (pol. The Bride of Frankenstein) – amerykański czarno-biały film z 1935 roku, będący kontynuacją filmu Frankenstein z 1931 roku.

## Fabuła
Potwór stworzony przez doktora Frankensteina wychodzi cało z katastrofy młyna, która miała miejsce w filmie Frankenstein. Tymczasem jego twórca prowadzi spokojne życie u boku ukochanej żony, Elizabeth. Nie wie, że w tym samym czasie inny naukowiec, doktor Pretorius prowadzi eksperymenty nad ożywieniem zwłok ludzkich. Chce stworzyć kobietę, która będzie partnerką dla potwora.

## Obsada
- Boris Karloff – potwór
- Colin Clive – doktor Henry Frankenstein
- Valerie Hobson – Elizabeth Frankenstein
- Ernest Thesiger – doktor Pretorius
- Elsa Lanchester –
  - narzeczona potwora,
  - Mary Wollstonecraft Shelley
- Una O’Connor –Minnie
- E.E. Clive – burmistrz
- O. P. Heggie – pustelnik
- Lucien Prival – Albert de Butler
- Douglas Walton – Percy Shelley
- Gavin Gordon – Lord Byron
- Dwight Frye – Karl
- Ted Billings – Ludwig
- Anne Darling – pasterka
- Reginald Barlow – Hans
- Mary Gordon – żona Hansa